# Basentello
Il torrente Basentello è un fiume italiano la cui sorgente si trova a 397 m slm a Piano di Palazzo presso Palazzo San Gervasio. Il fiume segna il confine tra la provincia di Potenza e la provincia di Barletta-Andria-Trani.

## Corso del fiume
Nel territorio di Gravina in Puglia il Basentello riceve da sinistra il torrente Roviniero. Il fiume prosegue per il Lago di Serra del Corvo e continua verso sud-est, presso il confine con la provincia di Matera, per poi confluire da sinistra nel fiume Bradano vicino al lago di San Giuliano.

## Regime idrologico
Nel 1974 le acque del torrente Basentello vennero sbarrate dalla diga di Serra di Corvo per creare un bacino artificiale con capacità di 41 milioni di metri cubi.

## Fauna
In base alla relazione ambientale dell'Arpa Basilicata del 2017 nel torrente si trovano i pesci autoctoni Alburnus albidus o alborella meridionale e Squalius squalus o cavedano; la specie di incerta origine Sarmarutilus rubilio o rovella e le specie alloctone Carassius carassius o carassio e Carassius auratus o pesce rosso.